# Lysimelia neleusalis
Lysimelia neleusalis är en fjärilsart som beskrevs av Walker 1859. Lysimelia neleusalis ingår i släktet Lysimelia och familjen nattflyn. Inga underarter finns listade i Catalogue of Life.